# Нижне-Исетский (Екатеринбург)
Нижне-Исе́тский (также встречается написание Нижнеисетский) — жилой район в составе Чкаловского административного района Екатеринбурга, один из старейших исторических районов города. Находится на юго-восточной окраине города, у восточных склонов Уктусских гор.

## Географическое расположение
Северная окраина жилого микрорайона расположена в 10 км от центра города Екатеринбурга, южная — в 13 км. С запада район граничит с Уктусским лесопарком, с севера — с территорией плодопитомника, с востока — с Нижне-Исетским прудом и жилым районом Химмаш. С юга ближайший к жилому району населённый пункт — Большой Исток.

## Административное подчинение
До революции 1917 года Нижне-Исетский завод был центром Нижне-Исетской волости, в которую входили также село Уктусское (современный Уктус) и деревня Елизавет. В волости имелось два общества: одно в Нижне-Исетском, другое в Уктусском и Елизавете.

## История

### Начальный период
Предыстория Нижне-Исетского завода начинается с появления на правом от будущей заводской плотины и реки Исети берегу Нижне-Исетской ямской слободы. Слобода представляла собой одну вытянувшуюся вдоль реки улицу, до советского времени остававшуюся безымянной, и только позже получившей название улицы Революции.
Нижне-Исетская ямская слобода так бы и осталась небольшим местечком в 3 верстах южнее мельничного пруда коллежского советника Ивана Щепетильникова, если бы к 1788 году не случилось следующее. После нескольких засушливых лет обмелевший Екатеринбургский пруд не смог более поддерживать работу трёх боевых молотов местного монетного двора и чеканка монеты прекратилась вовсе. Через год, после рассмотрения ряда вариантов, местом устройства нового запасного монетного завода с плотиной и пруда была выбрана земля на территории современного Нижне-Исетского. Работы по строительству Нижне-Исетской плотины были начаты в 1789 году и к 1795 году были завершены, но 22 ноября, во время выполнявшейся перед началом чеканки просушки каменных печей первого монетного корпуса, вспыхнул пожар, который повредил оба монетных корпуса и саму плотину. Вновь завод и плотина стали восстанавливаться в 1798 году, но уже в новом качестве. К этому времени для самых прозорливых умов стало понятно, что стране более медных денег необходимо производство оружейной стали, экспортировать которую из Европы в обозримом будущем из-за революционных войн станет невозможно.

### 1798—1917

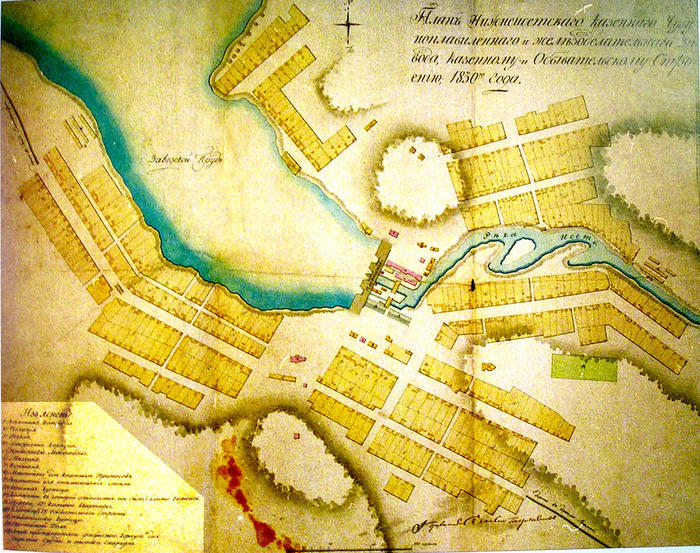
План Нижне-Исетского завода, 1830 год

В августе 1798 года по приказу Аникиты Сергеевича Ярцева было начато восстановление полусгоревшей Нижне-Исетской плотины и строительство при ней вместо монетного двора стальной фабрики. За три года при плотине были построены каменные молотовая, стальная, пробная (на левом берегу) и слесарная и меховая (на правом) фабрики, а также ряд и других сооружений (кузница, пильная мельница). 7 декабря 1801 года был отслужен торжественный молебен в честь окончания строительства.
В 1915 году Нижне-Исетский завод был окончательно закрыт.

### В советские годы
В 1917 году Нижне-Исетский посёлок стал центром райсовета (в состав включены населённые пункты Уктус, Елизавет, Горный Щит и Арамиль).
27 августа 1928 года Нижне-Исетский посёлок был преобразован в рабочий посёлок с подчинением Свердловскому горсовету. 26 марта 1934 года рабочий посёлок был включён в состав одновременно созданного Октябрьского административного района г. Свердловска. 25 июня 1943 года в ходе разукрупнения Октябьского района посёлок был переподчинён в состав образуемого Чкаловского административного района.

## Население
Долговременная динамика численности населения:
| 617 (244) | 4202 (679) | 5161 (600) | 3482 (735) | 3491 (773) | 4448 (685) | 3880 (818) | 3398 |

## Образование
В 1808 году на заводе имелось заводское училище, помещавшееся в землянке. Учительствовал в ней семинарист Гаряев, обучавший «познанию букв и чистописанию». К началу XX века в посёлке имелось несколько школ, подразделявшихся на министерские и земские. Трёхклассные (мужская и женская) располагались в здании библиотеки им. Кольцова.
Земская школа, построенная немецкими военнопленными в 1914 году, располагалась в здании на ул. Грибоедова,1; позднее она стала называться «Красной школой», а в 1924—1955 годах в этом же здании находилась начальная школа. В здании кладбищенской церкви располагалась церковно-приходская школа.
В 1925 году в бывшем здании конторы Нижнеисетского завода на улице Косарева, 1 была открыта начальная школа № 44 (закрыта в 1934 году). В 1934 году в здании на ул. Караванная, 11 открылась средняя общеобразовательная школа № 34, действующая и поныне.

## Здравоохранение
Нижне-Исетский госпиталь. Построен примерно в 1845 году как заводская больница, также в нём была и аптека . В советское время в нём была больница. Сейчас от него остались полусгоревшие стены (по адресу Тружеников 10).

## Архитектура и достопримечательности

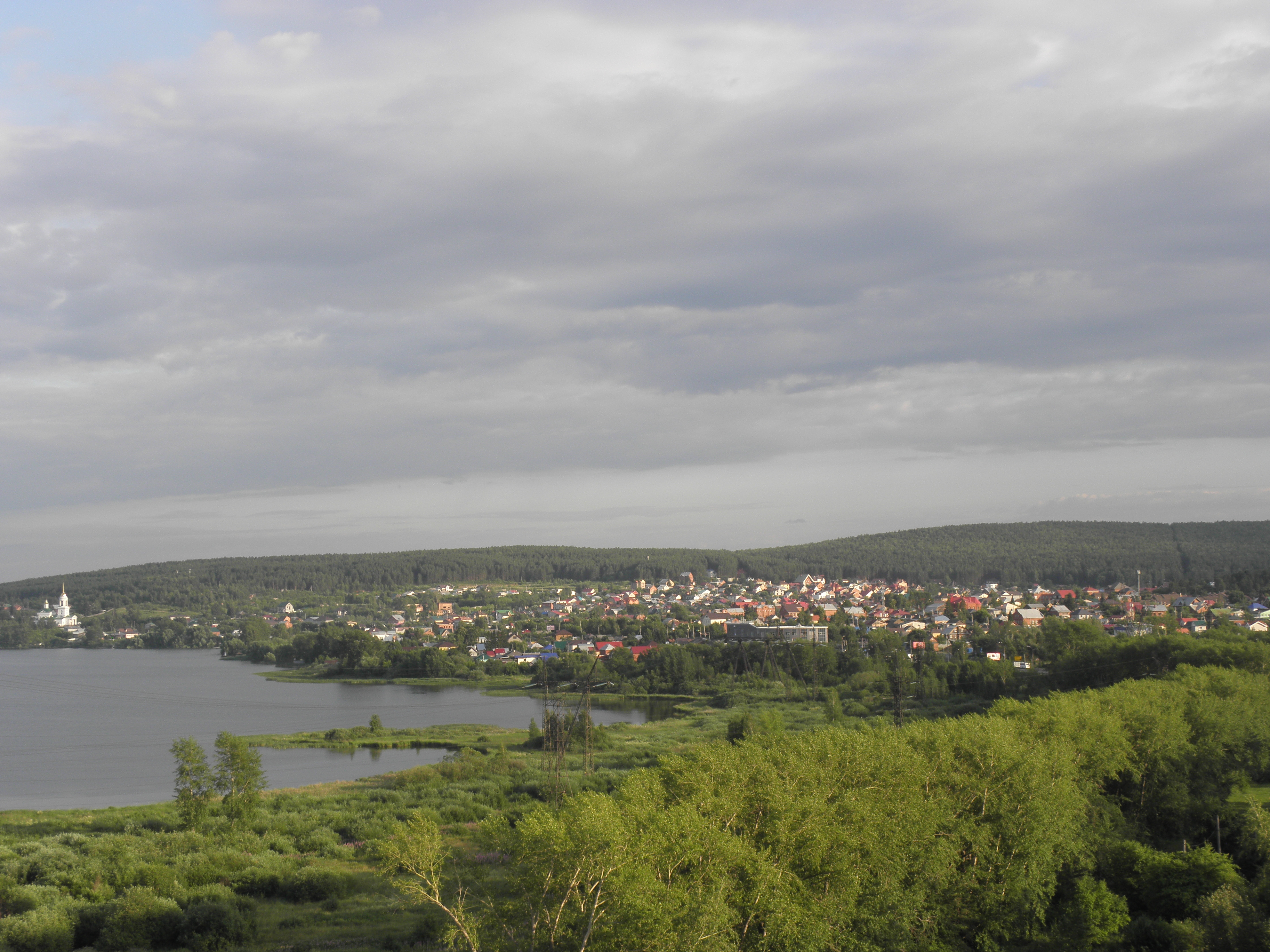
Нижне-Исетский район (вид с северной стороны — с улицы Щербакова)

Жилая застройка посёлка Нижне-Исетского завода изначально была практически полностью деревянной. В 1808 году в посёлке имелось 4 казённых и 244 мастерских дома. В 1827 году был построен первый каменный дом («Дом с колоннами», Косарева 1а), в котором располагалась заводская контора. Об этом свидетельствует табличка на здании. Позже, в начале 1840-х, был построен комплекс из нескольких архитектурных зданий классической компоновки по ул. Тружеников. И заводскую контору перенесли туда. А в «Доме с колоннами» сделали приемную артиллерийских снарядов, позже в этом доме была весовая, где взвешивали и клеймили заводское железо.
Комплекс каменных зданий по ул. Тружеников состоял из 4 домов: первый от пруда — заводская контора с квартирой управителя завода на втором этаже, которая в 1919—1965 годах приютила Нижнеисетский детский дом, второй от пруда — мужское училище (в настоящее время в полуразрушен состоянии), третий от пруда — Нижне-Исетский госпиталь (в настоящее время здесь располагается наркологическое отделение Областной психиатрической больницы № 6), четвёртый — частный дом управителя завода (в настоящее время снесён).

## Инфраструктура
- Плотина Нижне-Исетского завода.
- ул. Весенняя, 139 — детское дошкольное учреждение «Весёлые моржики».
- ул. Тружеников, 2б — наркологическое отделение психиатрической больницы № 6.

## Транспорт
Основные транспортные магистрали жилого района — улицы Димитрова, Пархоменко. C центром города район связывает автобусное и троллейбусное сообщение, а также маршрутные такси.